# (17885) Brianbeyt
(17885) Brianbeyt (1999 CF118) – planetoida z grupy pasa głównego asteroid okrążająca Słońce w ciągu 4,15 lat w średniej odległości 2,58 j.a. Odkryta 12 lutego 1999 roku.